# Fuchsia encliandra
Fuchsia encliandra es una especie de arbusto perteneciente a la familia Onagraceae. 

## Descripción
Son arbustos que alcanzan un tamaño de 1-2.5 m de altura, dioicos. Hojas 2-11 × 0.8-5 cm, opuestas o ternadas, elípticas a anchamente ovadas, cartáceas, la base obtusa a atenuada, el ápice agudo a acuminado; pecíolo 1-3.5 cm. Flores unisexuales, axilares, péndulas. Flores estaminadas con el tubo floral 6-8 mm, terete en la base; sépalos 2.5-5 mm, patentes, los ápices conniventes en el botón; pétalos 2.5-4 mm, blancos. Flores pistiladas con el tubo floral 4-6 mm, rojizo; sépalos 2-3 mm; pétalos 1.4-2 mm; estigma 4-lobado. El fruto en bayas de 4-8 × 4-7 mm, redondeadas, purpúreas; semillas 6-8, 1.9-2.3 × 0.9-1.1 mm. Tiene un número de cromosomas 2 n =22. 

## Distribución y hábitat
Se encuentra en los bosques de Pinus-Quercus a una altitud de  1100-2400 metros. Es un endemismo de México y Mesoamérica.

## Taxonomía
Fuchsia encliandra fue descrita por (Zucc.) Steud. y publicado en Nomenclator Botanicus 1: 649. 1840.
Etimología
Fuchsia: nombre genérico descrito por primera vez por Charles Plumier a finales del siglo XVII, y nombrada en honor del botánico alemán, Leonhart Fuchs (1501-1566).
Sinonimia
- Encliandra parviflora Zucc.
- Fuchsia acynifolia Scheidw.
- Fuchsia parviflora (Zucc.) Hemsl.[2]

subsp. encliandra
- Fuchsia parviflora Zucc.

subsp. tetradactyla (Lindl.) Breedlove
- Fuchsia tetradactyla Lindl.